# Бишків
Би́шків — село у Львівському районі Львівської області.

## Історія
До 1853 р. Бишків був одним з присілків села Кам'янки-Волоської, далі — присілком села Кам'янка-Лісова. Село складається з таких присілків: Солтиси, Сушки, Лагодичі, Уланка, Перетятки, Соснинські, Скоропади, Брунці, Березовці, Кулиничі.

## Відомі мешканці
Гриб Роман Андрійович (1998 - 11.01. 2023) - боєць ЗСУ, загинув у м. Часів Яр, Бахмутського району,  Донецької області. Поховали захисника в с. Бишків.